# Poniente
Poniente (von spanisch poner ‚setzen‘, ‚stellen‘ oder ‚legen‘, wo sich die Sonne „hinsetzt“, also untergeht) wird der Westwind an der Südspanischen und Nord-marokkanischen Küste bezeichnet. Er ist das Gegenteil des Levante, dem Ostwind, oder des Tramontana/Terral, dem Nordwind mit Föhneinfluss.
Der Poniente ist an der südspanischen und nordmarokkanischen Atlantikküste ein in der Regel leichter Wind, aber im Vergleich zum Levante kälter, da er vom Ozean her kommt. An der Ostküste Spaniens wird der Poniente jedoch als wärmer als an der Westküste empfunden, da er sich beim Überqueren der iberischen Halbinsel aufheizt. Der Poniente weht zwischen der Sierra Nevada und dem Atlasgebirge in das Mittelmeer hinein. An der Mittelmeerküste tritt der Poniente als warmer und im Sommer heißer Wind auf, da dieser vom Atlantik her kommend Land berührt, sich durch das kontinentale Klima aufheizt, bis er wieder auf die Mittelmeerküste trifft.
Der Poniente-Einfluss ist sehr unterschiedlich. Es gibt Jahre, in denen zum größten Teil der Poniente weht und dieser nur zwischen Juni und August zeitweise vom Levante abgelöst wird, und andere, wo eher Levante oder am Mittelmeer, besonders um Málaga im Sommer viel Terral-Wind vorherrscht.
Im Französischen wird Flotte du Ponant für die Atlantikflotte, Flotte du Levant für die Mittelmeerflotte benutzt.